# Филиппово (Андреапольский район)
Филиппово — деревня в Андреапольском городском округе Тверской области.

## География
Находится в западной части Тверской области на расстоянии приблизительно 29 км на запад по прямой от города Андреаполь.

## История
Деревня была отмечена на карте 1939 года как поселение с 18 дворами. До 2019 года входила в Торопацкое сельское поселение Андреапольского района до их упразднения.

## Население
Численность населения: 7 человек (русские 86 %) в 2002 году, 5 в 2010.